# Maret Maripuu

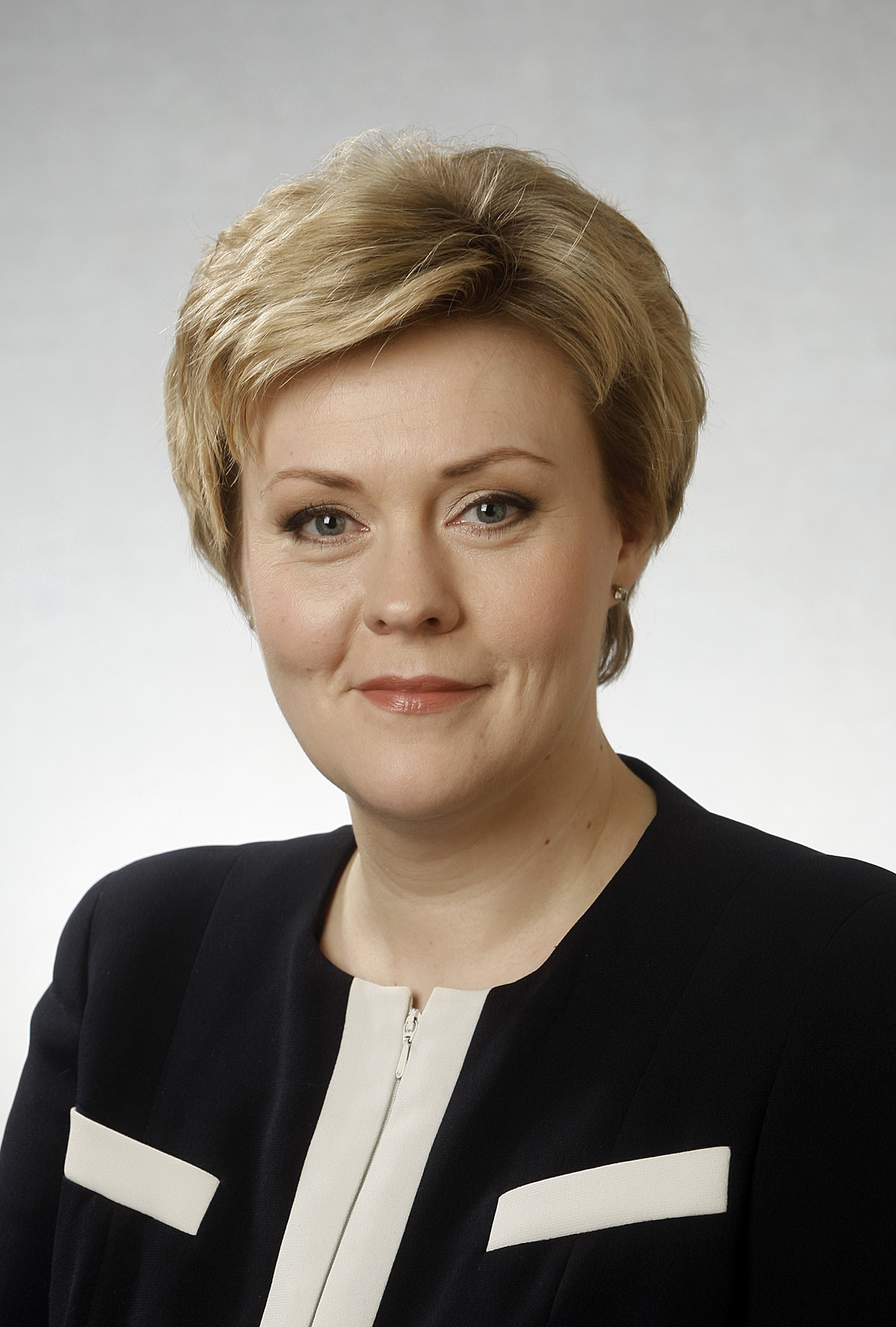
Maret Maripuu (2011)

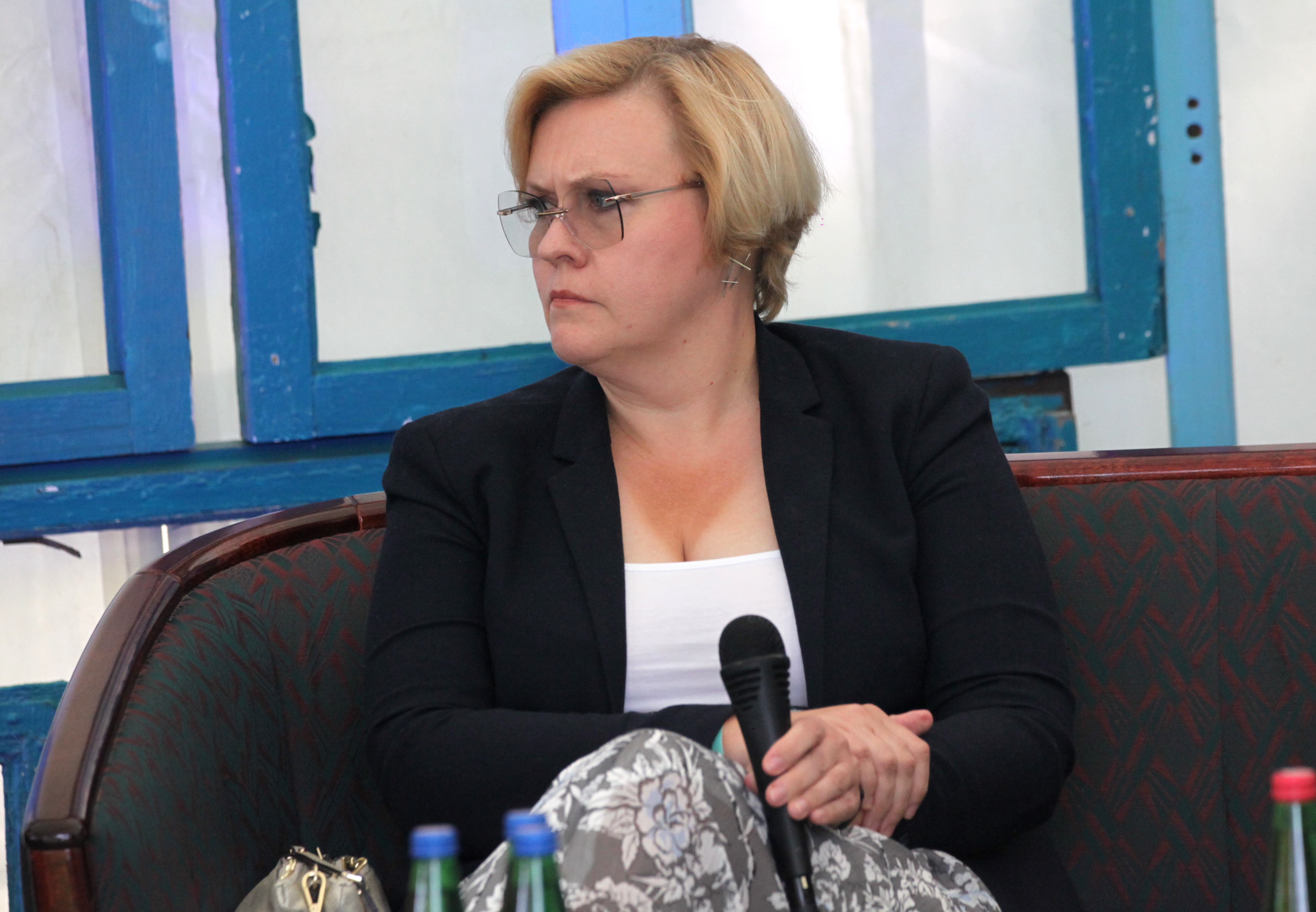
Maret Maripuu (2021)

Maret Maripuu (* 16. Juli 1974 in Tallinn, Estnische SSR) ist eine estnische Politikerin. Sie war von April 2007 bis Februar 2009 estnische Sozialministerin.

## Politik
Maret Maripuu legte 1992 ihr Abitur in Tallinn ab. Anschließend war sie 1993/1994 bei der Firma Statoil in Estland tätig. Ab 1994 war Maret Maripuu Referentin der Fraktion der Liberalen im estnischen Parlament (Riigikogu), die sich 1996 in Estnische Reformpartei (Eesti Reformierakond) umbenannten. Von 1994 bis 1999 war sie außerdem Leiterin der Geschäftsstelle der Reformpartei.
Von 1999 bis 2007 war Maret Maripuu Abgeordnete der Reformpartei im Riigikogu. 2006/2007 war sie Vizepräsidentin des Parlaments. Von 1999 bis 2005 war sie darüber hinaus Mitglied im Stadtrat von Tallinn, dessen Vorsitzende sie von 2001 bis 2005 war. 2004 legte sie ihr Magister-Examen in Rechtswissenschaft an der privaten Tallinner Universität Akadeemia Nord ab.
Von April 2007 bis Februar 2009 war Maripuu im Kabinett von Ministerpräsident Andrus Ansip estnische Sozialministerin. Bei der Parlamentswahl 2011 wurde sie erneut als Abgeordnete in den Riigikogu gewählt.
Seit 2014 ist Maret Maripuu Leiterin des Staatlichen Amts für Arbeitssicherheit (Tööinspektioon).

## Privatleben
Maret Maripuu ist ledig. Sie hat mit dem estnischen Politiker und Juristen Igor Gräzin (* 1952) einen Sohn, Kaspar Gräzin (* 2001).